# Daria
Daria er en amerikansk animeret tv-serie skabt af Glenn Eichler og Suesie Lewis Lynn. Serien opstod som et spin-off af Beavis and Butt-head. Begge serier blev produceret af MTVs nu lukkede animationsafdeling. I seriens levetid fra 1997 til 2001 produceredes 65, af hvilke 39 er vist på TV 2. Herudover er også produceret to fjernsynsfilm baseret på serien; Is It Fall Yet? og It It College Yet?.

## Historie
Daria optrådte først lejlighedsvis i MTVs animerede serie Beavis and Butthead, hvor hun forsøgte at få seriens to hovedpersoner til at fremstå mere intelligente end de opfattedes. I løbet af seriens sidste sæson foreslog MTV Glenn Eichler at figuren Daria skulle have sin egen eponyme serie. Eichler var enig, og fungerede med Susie Lewis, der ligeledes havde arbejdet på Beavis and Butt-head, som ledende producer på serien Daria.
Det første afsnit af Daria (ikke inkluderende et grovt tegnet og aldrig vist pilotafsnit) blev vist 3. marts, 1997. Afsnittet omhandlede familien Morgendorffers flytning til Lawndale fra Highland, den fiktive by hvor handlingen i Beavis and Butt-head fandt sted. I forhold til Beavis and Butt-head forøgedes hovedpersonen Darias antisociale opførsel. Manuskriptforfatterne lod flere af figurernes personligheder være overdrevne.
Hvorimod retfærdiggørelsen af Beavis and Butt-heads væren vist på MTV var den løbende visning og hån af musikvideoer, havde Daria ingen underlægningsmusik, men brugte i stedet aktuel populærmusik ved begyndelsen af scener og ved rulleteksterne. Grundet denne brug af adskillige sange i hvert enkelt afsnit og de dervedkommende copyrightproblemer, er en officiel udgivelse af afsnittene på videbånd eller dvd usandsyngligt. Det er imidlertid muligt at anskaffe illegitime kopier på markedet. Da Daria blev produceret umiddelbart før det for alvor blev populært at producere dvd-versioner af tv-programmer var dette problem ikke forudset.
Seriens levetid var 5 år, og den blev afsluttet i med filmen Is It College Yet? i 2002. Den animerede fjernsynsflim var ikke serieskabernes oprindelige idé om en afslutning; de havde planlagt at det sidste afsnit i den 5. sæson (Boxing Daria) skulle fungere som afslutning. Da MTV anmodede om skabelsen af endnu en halvsæson, gik Eichler med til at skabe endnu én Daria-produktion som seriens officielle finale. Dette blev Is It College Yet?, der blev vist den 21. januar, 2002.